# Andrena munakatai
Andrena munakatai är en biart som beskrevs av Osamu Tadauchi 1985. Andrena munakatai ingår i släktet sandbin, och familjen grävbin. Inga underarter finns listade i Catalogue of Life.